# 渡邉シンジ
渡邉 シンジ（わたなべ しんじ）は、日本の作曲家である。神奈川県横浜市出身。

## 主な作品
- NMB48白組　どしゃぶりの青春の中で
  - （作曲。作詞：秋元康、編曲：生田真心）